# 黄永宏
黄永宏医生（Dr. NG Eng Hen，1958年12月10日—），新加坡華裔政治人物，在新加坡出生。曾任李显龙总理内阁的人力部长兼国防部第二部长，於2011年至2025年出任國防部部長。2001年，第一次参加竞选，当选为碧山－大巴窑集选区国会议员。在2006年的大选中继续当选。
2025年4月18日，黄永宏宣布自己將不會角逐本屆大選。 
黄永宏已婚育有二个女儿和二个儿子。

## 教育部长
2010年4月份，时任教育部长的黄永宏发表声明，说新加坡小学离校考试的母语试卷比重将会下调，以照顾一群母语程度差的学生。这件事情公布之后得到社会各层强烈的反响。许多新加坡人表现出对母语的热爱，强烈反对黄永宏以这种方式贬低母语的价值，并且要求他出面解释清楚。事发不久后，黄永宏似乎意识到他之前的话触怒了许多新加坡母语支持者，出面澄清，并表示不会把小学离校考试母语试卷的比重下调。

## 荣誉

### 外国勋章奖章
- 荣誉军团军官勋章（法国，2018年2月19日于巴黎颁发[1]）